# Championnat du Paraguay de football 2004
Navigation
Saison précédente Saison suivante
La saison 2004 du Championnat du Paraguay de football est la quatre-vingt-quatorzième édition de la Primera División, le championnat de première division au Paraguay. Les dix meilleurs clubs du pays disputent la compétition, qui est scindé en deux tournois saisonniers, Ouverture et Clôture. Ces tournois se disputent sous forme d'une poule unique où chaque équipe rencontre deux fois ses adversaires. Le titre national se joue entre les vainqueurs des deux tournois.
C'est le club de Cerro Porteño qui est sacré champion cette saison après avoir remporté à la fois les tournois Ouverture et Clôture. C'est le 26e titre de champion du Paraguay de l’histoire du club.

## Les clubs participants
| - Club Guaraní - Cerro Porteño - Tacuary FC - Club Olimpia - Club Sol de América | - Club Sportivo Luqueño - Club Libertad - Club Sport Colombia - Club Nacional - Promu de División Intermedia - 12 de Octubre FC |

## Compétition
Le barème utilisé pour établir l’ensemble des classements est le suivant :
- Victoire : 3 points
- Match nul : 1 point
- Défaite : 0 point

### Tournoi Ouverture

#### Classement
| Rang | Équipe                | Pts | J  | G  | N | P  | Bp | Bc | Diff |
| ---- | --------------------- | --- | -- | -- | - | -- | -- | -- | ---- |
| 1    | Cerro Porteño         | 41  | 18 | 12 | 5 | 1  | 31 | 13 | +18  |
| 2    | Club LibertadT        | 38  | 18 | 11 | 5 | 2  | 44 | 13 | +31  |
| 3    | Tacuary FC            | 28  | 18 | 8  | 4 | 6  | 25 | 13 | +12  |
| 4    | Club Guaraní          | 28  | 18 | 8  | 4 | 6  | 20 | 25 | -5   |
| 5    | Club Olimpia          | 23  | 18 | 6  | 5 | 7  | 21 | 28 | -7   |
| 6    | Club NacionalP        | 20  | 18 | 5  | 5 | 8  | 19 | 24 | -5   |
| 7    | Club Sol de América   | 19  | 18 | 5  | 4 | 9  | 14 | 24 | -10  |
| 8    | 12 de Octubre FC      | 19  | 18 | 5  | 3 | 10 | 18 | 28 | -10  |
| 9    | Club Sportivo Luqueño | 17  | 18 | 3  | 8 | 7  | 19 | 30 | -11  |
| 10   | Club Sport Colombia   | 15  | 18 | 4  | 3 | 11 | 21 | 34 | -13  |

|  | Qualification pour la Copa Libertadores 2005 et la Liguilla pré-Sudamericana |
|  | Qualification pour la Copa Sudamericana 2004                                 |
|  | Qualification pour la Liguilla pré-Sudamericana                              |
|  | T : Tenant du titre P : Promu de División Intermedia                         |

#### Liguilla pré-Sudamericana
Les clubs classés 1er, 3e, 4e et 5e s'affrontent afin de déterminer le second club qualifié pour la Copa Sudamericana 2004.
|  | Demi-finales  | Demi-finales  | Demi-finales  | Demi-finales  |              |              | Finale | Finale | Finale | Finale |
|  |               |               |               |               |              |              |        |        |        |        |
|  |               |               |               |               |              |              |        |        |        |        |
|  | Club Guaraní  | Club Guaraní  | 3             | 4             |              |              |        |        |        |        |
|  | Club Guaraní  | Club Guaraní  | 3             | 4             |              |              |        |        |        |        |
|  | Tacuary FC    | Tacuary FC    | 2             | 3             |              |              |        |        |        |        |
|  | Tacuary FC    | Tacuary FC    | 2             | 3             | Club Guaraní | Club Guaraní | 1      | 1      |        |        |
|  |               |               |               |               | Club Guaraní | Club Guaraní | 1      | 1      |        |        |
|  |               |               | Cerro Porteño | Cerro Porteño | 3            | 0            |        |        |        |        |
|  | Cerro Porteño | Cerro Porteño | Cerro Porteño | Cerro Porteño | 3            | 0            | 5      | 1      |        |        |
|  | Cerro Porteño | Cerro Porteño |               |               |              |              |        | 1      |        |        |
|  | Club Olimpia  | Club Olimpia  | 1             | 0             |              |              |        |        |        |        |
|  | Club Olimpia  | Club Olimpia  | 1             | 0             |              |              |        |        |        |        |

### Tournoi Clôture
| Rang | Équipe                | Pts | J  | G  | N  | P  | Bp | Bc | Diff |
| ---- | --------------------- | --- | -- | -- | -- | -- | -- | -- | ---- |
| 1    | Cerro Porteño         | 38  | 18 | 12 | 2  | 4  | 30 | 13 | +17  |
| 2    | Club Libertad         | 31  | 18 | 9  | 4  | 5  | 27 | 22 | +5   |
| 3    | Club NacionalP        | 27  | 18 | 7  | 6  | 5  | 29 | 24 | +5   |
| 4    | Tacuary FC            | 24  | 18 | 4  | 12 | 2  | 15 | 14 | +1   |
| 5    | Club Guaraní          | 23  | 18 | 5  | 8  | 5  | 21 | 29 | -8   |
| 6    | Club Sport Colombia   | 21  | 18 | 5  | 6  | 7  | 22 | 24 | -2   |
| 7    | Club Sol de América   | 20  | 18 | 5  | 5  | 8  | 25 | 27 | -2   |
| 8    | Club Sportivo Luqueño | 20  | 18 | 4  | 8  | 6  | 23 | 29 | -6   |
| 9    | 12 de Octubre FC      | 18  | 18 | 3  | 9  | 6  | 19 | 22 | -3   |
| 10   | Club Olimpia          | 16  | 18 | 4  | 4  | 10 | 22 | 29 | -7   |

|  | Qualification pour la Copa Libertadores 2005         |
|  | T : Tenant du titre P : Promu de División Intermedia |

### Finale nationale
La finale nationale n'est pas jouée car Cerro Porteño a remporté les tournois Ouverture et Clôture.

### Classement cumulé
Le classement cumulé des deux tournois détermine les clubs qualifiés pour la Copa Libertadores, ainsi que les deux clubs relégués en División Intermedia.
| Rang | Équipe                | Pts | J  | G  | N  | P  | Bp | Bc | Diff |
| ---- | --------------------- | --- | -- | -- | -- | -- | -- | -- | ---- |
| 1    | Cerro PorteñoOuv Clo  | 79  | 36 | 24 | 7  | 5  | 61 | 26 | +35  |
| 2    | Club LibertadT        | 69  | 36 | 20 | 9  | 7  | 71 | 35 | +36  |
| 3    | Tacuary FC            | 52  | 36 | 12 | 16 | 8  | 40 | 27 | +13  |
| 4    | Club Guaraní          | 51  | 36 | 13 | 12 | 11 | 41 | 54 | -13  |
| 5    | Club NacionalP        | 47  | 36 | 12 | 11 | 13 | 48 | 48 | 0    |
| 6    | Club Olimpia          | 39  | 36 | 10 | 9  | 17 | 39 | 51 | -12  |
| 7    | Club Sportivo Luqueño | 37  | 36 | 7  | 16 | 13 | 38 | 52 | -14  |
| 8    | 12 de Octubre FC      | 36  | 36 | 8  | 12 | 16 | 37 | 50 | -13  |
| 9    | Club Sol de América   | 36  | 36 | 9  | 9  | 18 | 43 | 56 | -13  |
| 10   | Club Sport Colombia   | 31  | 36 | 10 | 9  | 17 | 43 | 57 | -14  |

|  | Qualification pour la Copa Libertadores 2005                                                                                 |
|  | Relégation directe en División Intermedia                                                                                    |
|  | T : Tenant du titre Ouv : Vainqueur du tournoi Ouverture Clo : Vainqueur du tournoi Clôture P : Promu de División Intermedia |

## Bilan de la saison
| Championnat du Paraguay de football 2004 |                            |
| Champion                                 | Cerro Porteño (26e titre)  |
| Qualifications continentales             |                            |
| Copa Libertadores 2005                   | Cerro Porteño              |
| Copa Libertadores 2005                   | Club Libertad              |
| Copa Libertadores 2005                   | Tacuary FC                 |
| Copa Sudamericana 2004                   | Cerro Porteño              |
| Copa Sudamericana 2004                   | Club Libertad              |
| Promotions et relégations                |                            |
| Promus en Primera División               | Club Atlético 3 de Febrero |
| Promus en Primera División               | General Caballero SC       |
| Relégués en División Intermedia          | Club Sol de América        |
| Relégués en División Intermedia          | Club Sport Colombia        |